# Fitochemia
Fitochemia – nauka badająca związki organiczne obecne w roślinach, ich właściwości, szlaki metaboliczne prowadzące do ich powstania oraz regulację biosyntezy.
Za początek fitochemii uznaje się odkrycie morfiny przez Friedricha Wilhelma Sertürnera w 1804 r. Przez kolejne 150 lat naukowcy zajmujący się tą dziedziną koncentrowali się na odkrywaniu i izolacji kolejnych związków wytwarzanych przez rośliny. Znanych jest ponad 200 tys. związków chemicznych zaliczanych do metabolitów wtórnych. Przez ostatnie 50 lat badania fitochemiczne zmierzają głównie do wyjaśnienia roli tych związków dla organizmów roślin. Początkowo uznawano je za odpadowe produkty metabolizmu. Jednakże okazało się, że metabolity wtórne zapewniają roślinom przetrwanie w środowisku (zob. ekologia biochemiczna). Badania fitochemiczne objęły poza wykrywaniem i izolacją związków również izolację i charakterystykę enzymów oraz genów warunkujących możliwość syntezy metabolitów wtórnych.